# Denel G6
A Denel G6 a dél-afrikai hadsereg 155 mm-es űrméretű, kerekes önjáró lövege. A jármű alapja, a dél-afrikai fejlesztésű DENEL G5 155 mm-es tarack, amelyhez a járműtestet és a meghajtóegységet a brit Vickers cég gyártja. 
A kerekes önjáró löveg építésének és fenntartásának költsége sokkal alacsonyabb mint egy lánctalpasé, a jármű méreteiből adódóan a hasznos tér is sokkal nagyobb, a Denel G6 kitűnően megfelel a modern harctér feltételeinek. A jármű sebessége műúton elérheti a 90 km/h, ez sokkal nagyobb mint lánctalpas társaié, terepjáró képessége valamivel korlátozottabb. A G6-os belső tere tágas, kényelmes munkahelyet biztosít a hatfős kezelőszemélyzetnek. A kerekes önjáró lövegek hátránya, hogy a magasan elhelyezkedő súlypont miatt kissé „fejnehezek”, továbbá ha lövegével a járműre merőlegesen hajt végre tűzfeladatot, akkor a jármű könnyen felborulhat.
A jármű fő fegyverzetével 50 km távolság felett is képes tűztevékenység végrehajtására, a jármű védelmét körkörös páncélzat biztosítja, ami ellenáll a nehéz géppuska, a 20 mm-es géppuska, valamint a tüzérségi lövedékek repeszei ellen is, a vezető fülkéjét páncélüveg és lecsukható páncéllemezek védik – ilyenkor a sofőr három periszkópon keresztül láthat ki a járműből. A jármű szükség esetén légmentesen lezárható. A további védelemről egy 20 mm-es nehéz csövű légvédelmi ágyú, valamit 8 darab ködgránátvető gondoskodik.
A G6 sikeres konstrukciónak bizonyult a Dél-Afrikai erőknél, magát a fegyvert csak két ország vásárolta meg Omán és az Egyesült Arab Emírségek.

## Változatok
- G6
- G6 M1A3: az Egyesült Arab Emírségek számára készült export változat
- G6-52
- G6-52 (megnövelt hatótávolságú)
  - legénység számát 3-5 főre csökkentették
  - 67 km távolságig vezethet irányított tüzet, 8 lövés/perc tűzgyorsasággal
  - feljavított terepjáró képesség (70 km/h)
  - Több Lövés Egyidejű Becsapódás (MRSI) technológia beépítése
- G6 Marksman: brit, önjáró légvédelmi üteg konstrukció, átalakított toronnyal

## Fontosabb jellemzők
- Jármű:
  - harckész tömeg: 47 tonna
  - hossza: 10,4 m
  - szélesség: 3,4 m
  - hasmagasság: 0,45 m
  - gázlóképesség 1 m

- Löveg:
  - 155 mm-es L/45 csőhosszúságú tarack
  - lőszerjavadalom 45 lövedék és 50 meghajtótöltet
  - hatótávolsága közvetlen irányzással: 3 km (nagy hatású páncéltörő lövedékkel)
  - hatótávolsága közvetett irányzással: 30 km (hagyományos nagy robbanóerejű lövedékek)
    - 30000 m standart nagy robbanóerejű lövedék (HE)
    - 39000 m rakétapóthajtásos nagy robbanóerejű lövedék (HE)
    - 42000 m rakétapóthajtásos nagy robbanóerejű lövedék (HE) (BB, G6-52 változatnál)
    - 50000 m rakétapóthajtásos nagy robbanóerejű lövedék (HE) (BB, G6-52 változatnál )
    - 53000 m különleges kialakítású szélsapkás lövedék, megnövelt hatótávolságú (V-LAP, G6 változatnál)
    - 58000 m különleges kialakítású szélsapkás lövedék, megnövelt hatótávolságú (V-LAP, G6-52 változatnál)
    - 67450 m M9703A1 V-LAP (fejlesztett platformal G6-52, 73000 m-ig sikeresen tesztelve)

  - a tarack tűzíve vertikálisan: -5° és +75° között
  - a torony tűzíve horizontálisan: -40° és +40° között

## Harci alkalmazás
A Denel G6-ok szórványosan részt vettek az 1987-es 1988-as Dél Afrikai határ-háborúkban, elsősorban a Cuito Cuanavale-i csatában.

## Alkalmazók
- Dél-Afrika – 43
- Egyesült Arab Emírségek – 78
- Omán – 24